# Astrawy (rejon homelski)
Astrawy (biał. Астравы; ros. Островы, Ostrowy) – wieś na Białorusi, w obwodzie homelskim, w rejonie homelskim, w sielsowiecie Uryckaje.